# UGT1A1

UGT1A1, abréviation de UDP-glycosyltransferase 1 polypeptide A1, fait partie de la famille des UGTs qui sont des isoenzymes retrouvés chez tous les organismes vivants et qui sont responsables de la glucurono-conjugaison.

## Fonction
Le processus de glucurono-conjugaison, accomplie par les UGT, est un mécanisme majeur du métabolisme de phase II. Il permet l’ajout d’acide glucuronique à des composés liposolubles. Cela permet d’augmenter leur solubilité et leur poids moléculaire, ce qui empêche leur réabsorption dans les tissus et donc favorise l’élimination de ces composés dans la bile ou l’urine. Les UGTs sont situées dans la membrane cellulaire au niveau du réticulum endoplasmique. Ces protéines sont exprimées dans à peu près tous les tissus, mais le sont majoritairement dans le système hépatique, rénal, gastro-intestinal et cérébral.
Chaque UGT a une affinité différente pour les différents substrats qui entrent dans l’organisme. Voici les principaux substrats de l’UGT1A1 :

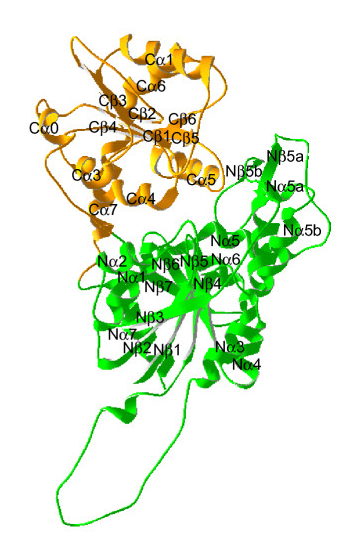
Structure 3D de l'UGT1A1

| Principaux substrats de l'UGT1A1 |                      |
| Endogène                         | Exogène              |
| Bilirubine                       | Gallate d'octyle     |
| Hormones thyroïdiennes T4, T3    | Éthinylestradiol     |
| 17B Estradiol                    | Acide anthraflavique |
| Estriol                          | Quercétine           |
| 2-Hydroxy-estriol                | Napht-1-ol           |

## Structure
Dans la structure des UGTs, le domaine de liaison au substrat se trouve du côté amino-terminal alors que du côté carboxy-terminal se trouve le domaine de liaison au cofacteur, l’acide glucuronique (UDPGA). Les UGTs se divisent en deux familles. Premièrement, il y a les UGT1 qui sont situés sur le chromosome 2 dans la région q37. Toutes les protéines de cette famille proviennent du même gène composé de seize exons. Dans ces exons, quatre sont communs à toute la famille et douze sont propres à chaque protéine. C’est par un mécanisme d’épissage que chacune des UGTs de la famille 1 va pouvoir être exprimée individuellement. L’UGT 1A1 fait partie de cette famille. Pour ce qui est de la famille des UGT2, chaque protéine a un gène différent. Cette série de gènes est située sur le chromosome 4 de la région q13 à q21.

## Pathologies
La bilirubine est le plus important des substrats de l’UGT1A1 et est associée à deux pathologies qui impliquent un dysfonctionnement de l’UGT1A1 ; le syndrome de Gilbert et la maladie de Crigler-Najjar type I et II.

## Pharmacologie
Une mutation à l’UGT1A1 peut entraîner une toxicité à certains médicaments ceci étant liée à une diminution de la glucurono-conjugaison. Le médicament reste plus longtemps dans le sang, ce qui peut amener à changer les doses thérapeutiques. L’Irinotécan, utilisé dans le traitement de certains cancers colorectaux métastasique de l’adulte est un cas plus particulier. Il cause une toxicité sévère au niveau gastro-intestinal amenant des diarrhées et cause aussi une myélotoxicité se traduisant par une neutropénie. Il serait donc contre-indiqué de prescrire l’Irinotécan à un patient souffrant du syndrome de Gilbert ou de la maladie de Crigler-Najjar.
Il y a aussi des médicaments qui ont un effet sur l’expression du gène de l’UGT1A1. Le phénobarbital utilisé dans le traitement de la maladie de Crigler-Najjar type II module à la hausse l’expression de la protéine. Au contraire, certains médicaments comme l’Indinavir, utilisé dans le traitement au VIH et le Kétoconazole, un antifongique, diminue l’expression de l’UGT1A1. Cela a pour effet de causer des symptômes qui miment en quelque sorte la pathologie du syndrome de Gilbert, c’est-à-dire une hyperbilirubinémie.